# C.H. Beck
Verlag C. H. BECK oHG este o editură germană cu sediul la München și cu o sucursală în Frankfurt. Compania publică de 70 de reviste de specialitate și peste 9.000 de titluri individuale. În fiecare lună sunt publicate până la 1.500 de ediții noi. Un număr de 550 de angajați lucrează la sediul din München, iar 120 de editori de specialitate desfășoară activități la birourile din München și Frankfurt, sprijinind activitatea a peste 14.000 de autori.
Compania a fost înființată în 1763. Sediul său a fost inițial în orașul bavarez Nördlingen.